# Eglo Leuchten
Die Eglo Leuchten GmbH (kurz: EGLO) ist ein österreichisches Familienunternehmen und ein Hersteller von Wohnraum- und Außenleuchten sowie Leuchtmitteln mit Schwerpunkt auf LED. Sitz der Unternehmenszentrale ist in Pill (Tirol). Das Unternehmen ist mit 5500 Mitarbeitern und 94 Vertriebsgesellschaften weltweit tätig.

## Geschichte
Eglo wurde von Ludwig Obwieser im Jahr 1969 als Elektrofachgeschäft in Wattens in Tirol gegründet. Bald darauf bot er neben  Elektrogeräten auch erste Leuchten in seinem Geschäft an. 1976 folgte der Bau einer Betriebs- und Produktionsstätte mit 1.600 m² in Pill. Sie ist der Hauptstandort des Unternehmens.
1986 begann die Internationalisierung des Unternehmens mit der Gründung der ersten und mittlerweile größten Vertriebsgesellschaft in Arnsberg, Deutschland.

## Lager und Produktionsstätten

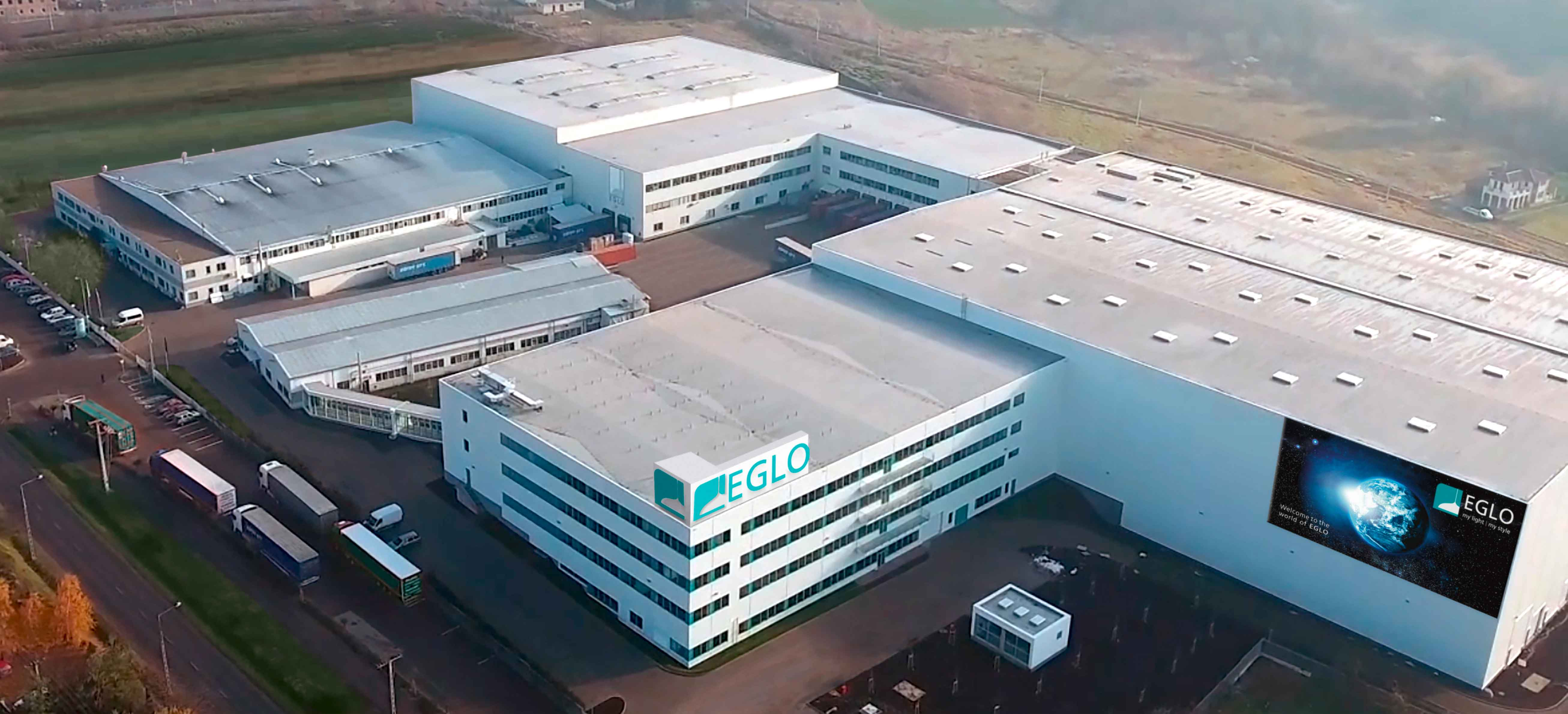
Standort in Pásztó, Ungarn

Eglo betreibt vier Zentrallager in Österreich, Ungarn, Deutschland und den Niederlanden und 17 nationale Lagerstätten. Mit der Eröffnung des Logistikzentrums in Magdeburg im Jahr 2021 wurde die zentrale Lagerfläche um insgesamt 200.000 m³ erweitert und ein Bereich für eCommerce und B2B geschaffen.
Die drei unternehmenseigenen Produktionsstätten in Ungarn, China und Indien decken 90 % der Leuchtenherstellung ab. Nach eigenen Angaben werden pro Jahr etwa 25 Millionen Leuchten produziert.

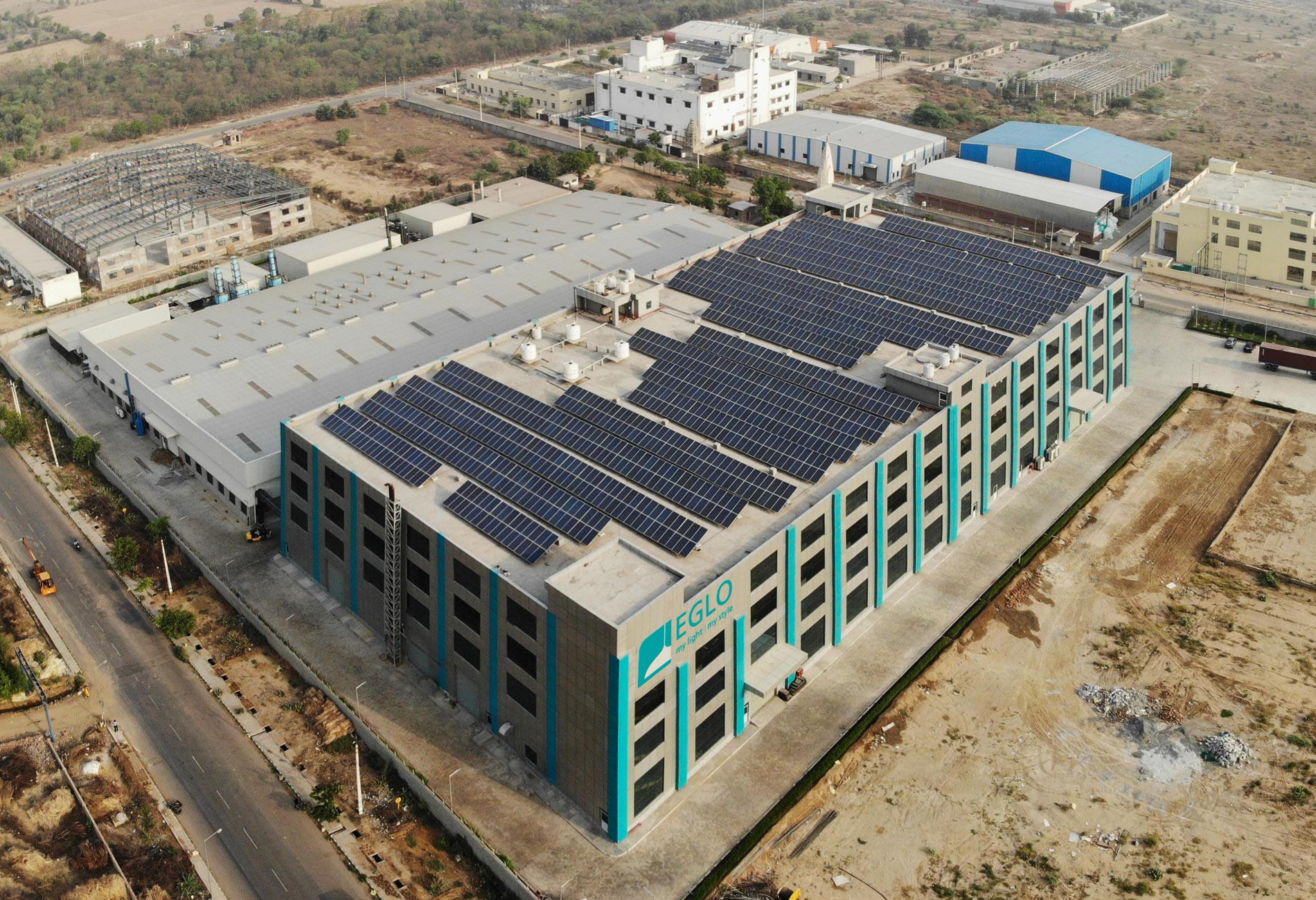
Produktionsgebäude in Bawal, Indien